# 北斯托克頓 (英國國會選區)
北斯托克頓（英語：Stockton North），英國國會一自治市選區，包括英格蘭東北部克里夫蘭斯托克頓北部。始設於1983年。
本區一直支持工黨的候選人。在2010年大選中當區議員法蘭克·庫克以獨立候選人身份尋求連任，但被工黨推荐的亞歷山大·坎寧安以42.8%的選票擊敗。庫克僅得票4.0%，七人排行第五。